# Carlos Beltrán Castillón
Carlos Tomás Beltrán Castillón (Madrid, 3 de julio de 1969), conocido como Carlos Beltrán, es un presentador de televisión, director, guionista, productor y locutor español especializado en divulgación deportiva. Ha presentado programas como Escuela del deporte, El sueño olímpico. ADO 2004, Deporte divertido, Todo nieve o Pódium, y dirigió el documental Las Niñas de Oro. En su juventud fue además jugador y entrenador de baloncesto, así como actor de teatro y televisión. De 2011 a 2019 fue concejal de Deportes, Juventud y Fiestas de Torrelodones.

## Biografía
Fue jugador de baloncesto en el equipo júnior del Calasancio de Madrid, y en categoría sénior en Olímpico 64 y en Colmenar Viejo. Desde los 18 años ejerció como entrenador de baloncesto en varios clubes madrileños, obteniendo el título de Entrenador Nacional y llegando a estar al frente del equipo masculino del Olímpico 64 y, ya en categoría femenina, de Agustinas, de Mercedarias y de Maristas San José del Parque junto al árbitro internacional Juan Luis Redondo. Posteriormente se licenció en Derecho en la Universidad Complutense de Madrid, se inició en la redacción publicitaria y trabajó como actor de teatro.
En 1992 entró en Televisión Española y para 1996 apareció como actor en dos capítulos de la serie Hostal Royal Manzanares de La 1 de TVE. Entre 1998 y 1999 estudió doblaje en la escuela de Salvador Arias, habiendo doblado desde entonces varias series de dibujos animados y locutado anuncios de radio. De 1998 a 2000 comentó para ESPN algunas retransmisiones deportivas, y desde 2000 hasta 2005 presentó el programa de divulgación deportiva Escuela del deporte en La 2 de TVE. De 2000 a 2002 estaría al frente del espacio junto a la exgimnasta Estela Giménez, y de 2001 a 2005 lo presentaría junto a Sandra Daviú, siempre de manera semanal. También presentó paralelamente el programa El sueño olímpico. ADO 2004 (2001 - 2004) en la misma cadena. En los años 2004, 2005 y 2006, cubrió como comentarista la Cabalgata de Reyes para La 1 de TVE. Desde 2004 hasta 2008 dirigió los contenidos del programa Esport divertit de los canales Punt 2 y Canal Nou de RTVV, un espacio dedicado a fomentar el ejercicio físico entre los escolares de la Comunidad Valenciana mediante competiciones deportivas entre distintos colegios. Presentó las adaptaciones de este programa en IB3 (2005) y en Telemadrid (2005 - 2009), esta última con el nombre de Deporte divertido y junto a Elena Lombao. De 2006 a 2007 locutó Madrid, así de natural para el mismo canal, y entre 2006 y 2009 guionizó y locutó el espacio Todo nieve en Teledeporte.

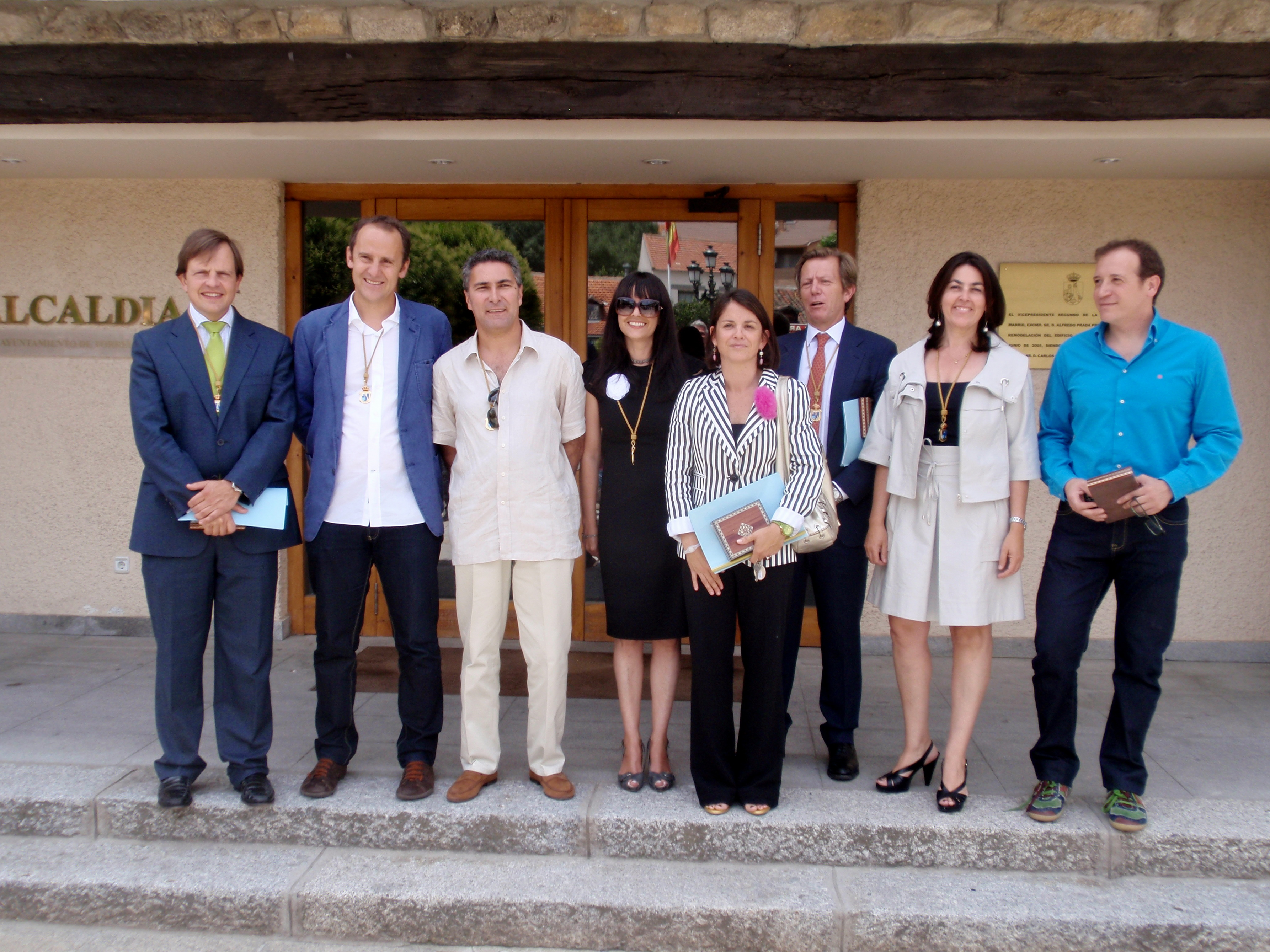
Beltrán (derecha) junto al resto del equipo de gobierno de Vecinos por Torrelodones en la investidura (2011).

En agosto de 2006, su productora Klifas dreams organizó un reencuentro de las excomponentes de la selección nacional de gimnasia rítmica en 1996 (Marta Baldó, Nuria Cabanillas, Estela Giménez, Lorena Guréndez, Tania Lamarca, Estíbaliz Martínez y la gimnasta suplente Maider Esparza) con motivo del décimo aniversario de la consecución de la medalla de oro por conjuntos en los Juegos Olímpicos de Atlanta. El encuentro tuvo lugar en Ávila durante tres días. El objetivo del mismo era la grabación de un documental en el que ellas mismas narrasen su historia. Finalmente, en diciembre de 2013 se estrenó en YouTube el documental Las Niñas de Oro. Dirigido por Carlos Beltrán y de 54 minutos de duración, se presentó dividido en cinco partes, siendo la primera subida el día 9 y la última el día 26. El documental narra, a través de entrevistas a las propias gimnastas, el antes, el durante y el después de la medalla de oro de Atlanta.
En octubre de 2010, Beltrán trabajó brevemente como jefe de prensa y responsable de comunicación del club de baloncesto femenino Rivas Ecópolis. Desde junio de 2011 hasta junio de 2019 fue el sexto teniente de alcalde y concejal de Deportes, Juventud y Fiestas de Torrelodones, con el partido político Vecinos por Torrelodones. Durante este periodo, en julio de 2015, el Ayuntamiento de Torrelodones fue galardonado con la Placa de Bronce de la Real Orden del Mérito Deportivo.
Desde 2015 es la voz corporativa de AENOR y a lo largo de 2016 dirigió y locutó el programa Pódium en Teledeporte, un espacio dedicado a los deportistas que cuentan con las becas homónimas de Telefónica y el COE. En 2017 colabora con guiones para el programa de baloncesto Colgados del aro del canal Experience Endesa TV en YouTube, presentado por Juanma López Iturriaga y Antoni Daimiel. Desde ese mismo año fue coordinador del grupo multidisciplinar de trabajo #RecordandoAMiguel, iniciativa de la Asociación Española de Estadísticos de Atletismo que construyó una escultura dedicada a Miguel de la Quadra-Salcedo a cargo de Víctor Ochoa en la pista de atletismo de la Universidad Complutense de Madrid, ubicada en la Ciudad Universitaria. Tras pasar por una fase de crowdfunding en la que se recaudaron 38.290 euros, la inauguración de la escultura tuvo lugar el 19 de mayo de 2018. Desde 2018 colabora con la FAD en la elaboración de material didáctico. 
En julio de 2022 inspiró un personaje de la novela Los Futbolísimos 22: El misterio del Mundial en África de Roberto Santiago, y en octubre de ese mismo año se publicó su libro Prohibidas pero no vencidas, donde relata la historia de algunas de las mujeres pioneras en el mundo del deporte.

## Filmografía

### Películas
| Películas | Películas        | Películas            | Películas  | Películas |
| Año       | Título           | Rol                  | Notas      |           |
| --------- | ---------------- | -------------------- | ---------- | --------- |
| 2013      | Las Niñas de Oro | Director y guionista | Documental |           |

### Series de televisión
| Series de televisión | Series de televisión    | Series de televisión | Series de televisión                       | Series de televisión                             |
| Año                  | Título                  | Cadena               | Personaje                                  | Notas                                            |
| -------------------- | ----------------------- | -------------------- | ------------------------------------------ | ------------------------------------------------ |
| 1996                 | Hostal Royal Manzanares | La 1 de TVE          | Repartidor floristería / Policía Municipal | 2 episodios: «¡... Olé torero!» y «Tomando aire» |

### Programas de televisión
| Programas de televisión | Programas de televisión     | Programas de televisión    | Programas de televisión                                                     |
| Año                     | Título                      | Cadena                     | Notas                                                                       |
| ----------------------- | --------------------------- | -------------------------- | --------------------------------------------------------------------------- |
| 1997                    | Maridos y mujeres           | La 1 de TVE                | Voz                                                                         |
| 1998 - 2000             | Retransmisiones deportivas  | ESPN                       | Comentarista                                                                |
| 2000 - 2005             | Escuela del deporte         | La 2 de TVE                | Presentador junto a Sandra Daviú y Estela Giménez                           |
| 2001 - 2004             | El sueño olímpico. ADO 2004 | La 2 de TVE                | Presentador                                                                 |
| 2004                    | Cabalgata de Reyes          | La 1 de TVE                | Comentarista junto a Fofito, Verónica Mengod, Mónica Martínez y Nuria Ramos |
| 2004 - 2008             | Esport divertit             | Punt 2 y Canal Nou de RTVV | Director                                                                    |
| 2005                    | Cabalgata de Reyes          | La 1 de TVE                | Comentarista junto a Gisela, Verónica Mengod y Belén Plaza                  |
| 2005                    | Esport divertit             | IB3                        | Presentador                                                                 |
| 2005 - 2009             | Deporte divertido           | Telemadrid                 | Presentador junto a Elena Lombao                                            |
| 2006                    | Cabalgata de Reyes          | La 1 de TVE                | Comentarista junto a Fernando Argenta, Lucho y Nuria Ramos                  |
| 2006 - 2007             | Madrid, así de natural      | Telemadrid                 | Locutor                                                                     |
| 2006 - 2009             | Todo nieve                  | Teledeporte de TVE         | Guionista y locutor                                                         |
| 2016                    | Pódium                      | Teledeporte de TVE         | Director y locutor                                                          |
| 2017                    | Colgados del aro            | Experience Endesa          | Guionista                                                                   |

## Libros publicados
- Prohibidas pero no vencidas (2022).[23] Ediciones Desnivel. ISBN 978-84-9829-609-9
- Caminando por el hielo con los pies descalzos (2024). Ediciones Desnivel. ISBN 978-84-9829-691-4